# Juan Rodríguez Romero (músico)
Juan Rodríguez Romero (Sanlúcar de Barrameda, 24 de junio de 1947) es un director de orquesta, pianista y compositor español.

## Biografía
Estudió en el Colegio de La Salle de su localidad natal y perteneció al coro de dicha institución. Después continuó su formación musical en Sevilla, superando en cuatro años ocho cursos de solfeo y cinco de piano, terminando su formación en la Hochschule für Musik Mozarteum de Salzburgo. 
Es director de orquesta, pianista, compositor y catedrático del Conservatorio Superior de Música de Sevilla. Ha sido profesor de la Volksmusikschule de Berlín/Neukölln, del Mozarteum (donde fue director titular de su orquesta, Musiziergemeinschaft). Ha trabajado, entre otras, con la Orquesta Sinfónica de Berlín y como director de la Coral de Sevilla.
Es académico numerario de la Real Academia de Bellas Artes de Santa Isabel de Hungría y académico correspondiente de la Real Academia de Bellas Artes de San Fernando.

## Premios y reconocimientos
- 1969: Premio Joaquín Turina del Ayuntamiento de Sevilla.
- 1975: Recibió el Premio Nacional de Composición Manuel de Falla.
- 1995: La ciudad de Dos Hermanas le dedica su nombre a un teatro.
- 2002: Insignia de Oro del Ayuntamiento de Sanlúcar de Barrameda.
- 2002: Premio Gaditano del Año del Ateneo de Cádiz.
- 2008: Premio de Cultura otorgado por la Junta de Andalucía por su destacada labor musical en la provincia de Sevilla.